# Eberhard Wolff (Kulturwissenschaftler und Medizinhistoriker)

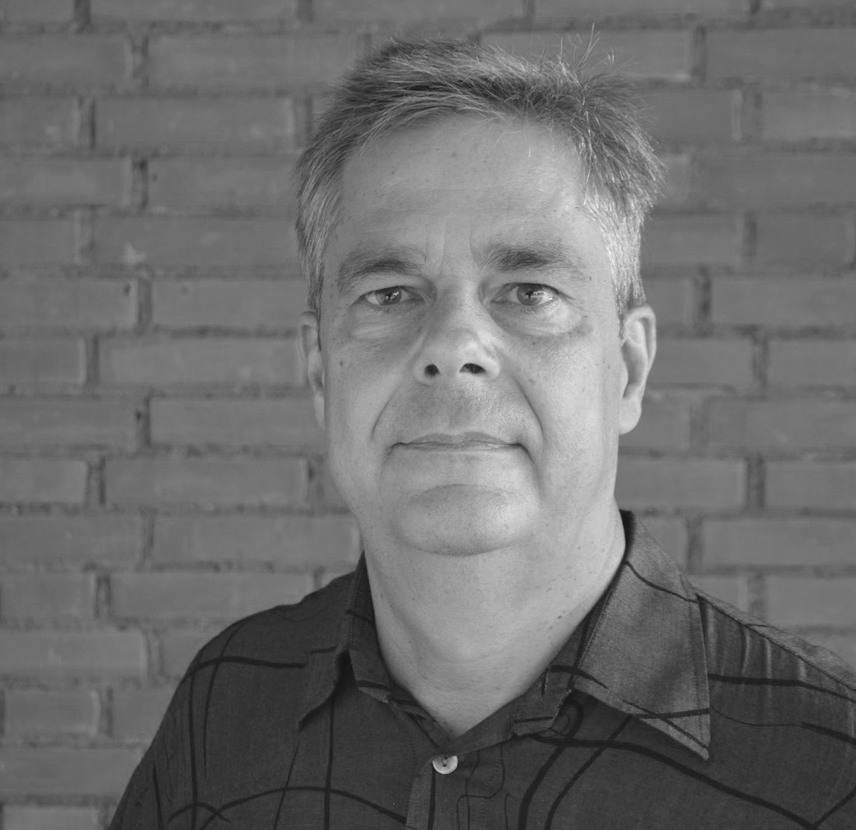
Eberhard Wolff 2019

Eberhard Wolff (* 12. März 1959 in Heidenheim an der Brenz) ist ein deutsch-schweizerischer Kulturwissenschaftler und Medizinhistoriker.

## Leben und Wirken
Eberhard Wolff wurde als drittes Kind des aus Königsberg/Pr. stammenden Finanzbeamten Heinz-Otto Wolff und der Bibliotheksangestellten Ursula Wolff aus Magdeburg in Heidenheim an der Brenz geboren. Nachdem er 1978 am Hellensteingymnasium in Heidenheim die Hochschulreife erworben hatte, studierte er Empirische Kulturwissenschaft (Volkskunde) und Politikwissenschaft an der Eberhard Karls Universität in Tübingen, wo er 1986 den M. A. Titel erhielt. Von 1990 bis 1993 war er Dissertationsstipendiat der Robert Bosch Stiftung. Es folgten (1994) ein Forschungsaufenthalt in den USA, u. a. als Stipendiat des Deutschen Historischen Instituts Washington, und (1995) die Promotion zum Dr. rer. soc. an der Eberhard Karls Universität in Tübingen.
Anschliessend arbeitete er am  Institut für Geschichte der Medizin in Stuttgart im Rahmen eines DFG-Forschungsprojekts zum Thema «Medizin und Judentum infolge der Aufklärung», sowie am Medizinhistorischen Institut und Museum der Universität Zürich, am Institut für Medizingeschichte der Universität Bern und am Institut für Geschichtswissenschaft und Europäische Ethnologie der Universität Innsbruck.
Die Philosophisch-Historische Fakultät der Universität Basel verlieh Eberhard Wolff 2009 die Lehrberechtigung für Kulturanthropologie. Er wurde Lehrbeauftragter am Seminar für Kulturwissenschaft und Europäische Ethnologie in Basel. 2014 bekam er eine Anstellung als Wissenschaftlicher Mitarbeiter am Institut für Sozialanthropologie und Empirische Kulturwissenschaft (ISEK), Abt. Populäre Kulturen, der Universität Zürich. 2017 wurde er in Basel zum Titularprofessor ernannt.
2010 kuratierte er zusammen mit Felix Graf am Schweizerischen Landesmuseum in Zürich die Ausstellung «Zauberberge. Die Schweiz als Kraftraum und Sanatorium». Im Januar 2010 wurde er Redaktor der Schweizerischen Ärztezeitung für die Gebiete Kultur, Gesellschaft und Geschichte.
Im Mai 1999 heiratete Eberhard Wolff die Medizinhistorikerin Iris Ritzmann. Das Ehepaar Wolff-Ritzmann bekam zwei Kinder.

### Arbeitsschwerpunkte
Eberhard Wolffs Arbeiten umfassen eine Vielzahl unterschiedlicher Aspekte einer Kulturwissenschaft von Medizin, Gesundheit und Körper in Geschichte und Gegenwart, darunter Themen wie Impfung, Pocken, Prävention, Präventives Selbst, Cholera, Selbstmessung, Selbsttestung, Selbstoptimierung, Sorge, Patientenfotografie, Blickregime, Patientengeschichtsschreibung, Naturmedizin, Chirurgie, Sanatorien, Medizinstudium, Judentum, «Judenkrankheiten», Beschneidung, Medikale Landschaften, Gesundheitsberatung, «Volksmedizin», Ärzteorganisationen. Der Ausbruch der Corona-Pandemie bewog ihn dazu, in Medienbeiträgen einen weiten, kulturwissenschaftlich hinterfragenden Blick auf dieses Phänomen anzuwenden.

### Arbeit in Wissenschaftlichen Gesellschaften
- 1995–2006: Koordinator des Netzwerks Gesundheit und Kultur in der volkskundlichen Forschung unter dem Dach der Deutschen Gesellschaft für Volkskunde.[5]
- Seit 2004: Beirat der Arbeitsgemeinschaft Ethnomedizin (AGEM) - 2018 umbenannt in Arbeitsgemeinschaft Ethnologie und Medizin (AGEM).[6]
- Seit 2006: Beirat der Schweizerischen Gesellschaft für Geschichte der Medizin und der Naturwissenschaften (SGGMN).
- Seit 2014: Mitglied im DFG-Netzwerk «Wettbewerb und Konkurrenz. Zur kulturellen Logik kompetitiver Figurationen».[7]

### Unter falschen Verdacht gestellt
Nachdem gegen Iris Ritzmann und gegen Eberhard Wolff ein Strafverfahren wegen des Verdachts auf Amtsgeheimnisverletzung zum Nachteil eines Mitarbeiters des Medizinhistorischen Instituts und Museums der Universität Zürich eröffnet worden war, wurden sie im November 2012 für eine Nacht im Zürcher Untersuchungsgefängnis in Polizeihaft genommen. Bis zum Abschluss der Untersuchungen wurde Eberhard Wolff anschließend von der Universität Zürich freigestellt. Er konnte erst nach seiner durch Einstellung des Verfahrens und Entschädigung erfolgten Rehabilitierung im September 2014 als wissenschaftlicher Mitarbeiter in sein ursprüngliches Arbeitsgebiet im Bereich Populäre Kulturen am Institut für Sozialanthropologie und Empirische Kulturwissenschaft zurückkehren.

## Werke (Auswahl)
Ausführliche Liste der Publikationen von Eberhard Wolff auf der Web-Seite des Instituts für Sozialanthropologie und Empirische Kulturwissenschaft der Universität Zürich: (Digitalisat. Abgerufen am 1. November 2021)
- Gesundheitsverein und Medikalisierungsprozeß. Der Homöopathische Verein Heidenheim 1888–1945. Tübingen 1989 (Magisterarbeit Tübingen)[10]
  - «Nichts weiter als eben einen unmittelbaren persönlichen Nutzen». Zur Entstehung und Ausbreitung der homöopathischen Laienvereinsbewegung. In: Renate Wittern (Hrsg.): Jahrbuch des Instituts für Geschichte der Medizin der Robert Bosch Stiftung, Bd. 4 (1985), Stuttgart 1987, S. 61–97
  - Kultivierte Natürlichkeit. Zum Naturbegriff der Naturheilbewegung. In: Werner F. Kümmel (Hrsg.): Jahrbuch des Instituts für Geschichte der Medizin der Robert Bosch Stiftung, Bd. 6 für das Jahr 1987. Stuttgart 1989, S. 219–236
  - Le Rôle du Mouvement des Non-Médecins dans le Developpement de l’Homéopathie en Allemagne. In: Faure, Olivier (dir.): Practiciens, Patients et Militants de l’Homeopathie aux XIXe et XXe Siècles (1800-1940). Actes du Colloque franco-allemand Lyon - 11-12 octobre 1990. Editions Boiron Lyon: Presses Universitaires de Lyon, 1992, S. 197–230
  - «Eine gesunde Concurrenz sei für das Publicum stets von Vortheil». Der homöopathische Arzneimittelmarkt zwischen Apotheken und Laienvereinen. In: M. Dinges (Hrsg.): Homöopathie. Patienten, Heilkundige, Institutionen. Von den Anfängen bis heute. Haug, Heidelberg 1996, S. 102–131
  - «Volksmedizin» als historisches Konstrukt. Laienvorstellungen über die Ursachen der Pockenkrankheit im frühen 19. Jahrhundert und deren Verhältnis zu Erklärungsweisen in der akademischen Medizin. In: Österreichische Zeitschrift für Geschichtswissenschaften 7 (1996), H. 3, S. 405–430 (Themenheft „Kulturen der Krankheit“).
  - «Volksmedizin» – Abschied auf Raten. Vom definitorischen zum heuristischen Begriffsverständnis. In: Zeitschrift für Volkskunde, Band 94, 1998, S. 233–257
  - Volkskundliche Gesundheitsforschung, Medikalkultur- und «Volksmedizin»-Forschung. In: Rolf W. Brednich (Hrsg.): Grundriss der Volkskunde. Dritte, überarbeitete und erweiterte Auflage, Reimer, Berlin 2001, S. 617–635
  - Medikalisierung von unten? Das Beispiel der jüdischen Krankenbesuchsgesellschaften. In: Bettina Wahrig-Schmidt und Werner Sohn (Hrsg.): Aufklärung, Polizey, Verwaltung. Zur Genese des Medizinalwesens 1750-1850. Harrassowitz, Wiesbaden 2003 (=„Wolfenbütteler Forschungen“, Bd. 102), S. 179–190
  - Wandel einer Nachbardisziplin: Volkskundliche Gesundheitsforschung jenseits der «Volksmedizin». In: Thomas Lux (Hrsg.): Kulturelle Dimensionen von Medizin. Reimer, Berlin 2003, S. 31–56
  - Alternativmedizin und Gesundheitsgesellschaft – kulturelle Hintergründe einer anhaltenden Popularität. In: Becker, Raymond u. a. im Auftrag der Heidelberger Akademie der Wissenschaften (Hrsg.): «Neue» Wege in der Medizin. Alternativmedizin – Fluch oder Segen. Heidelberg: Universitätsverlag Winter 2010 (= Akademiekonferenzen, Bd. 10), S. 177–185
  - Vom Protest zum Megatrend. Alternative Medizin als Teil der „Gesundheitsgesellschaft“. In: Dr. med. Mabuse. Zeitschrift für alle Gesundheitsberufe. 2013, H. 6, S. 28–30
- Gemeinsam mit Ursula Tinner: Pilzgeschichten. Pilzkunde aus der Sicht der Mykologin und des Volkskundlers. Naturmuseum Winterthur 2008
- Zusammen mit Felix Graf im Auftrag des Schweizerischen Nationalmuseums: Zauber Berge. Die Schweiz als Kraftraum und Sanatorium. Verlag hier + jetzt, Baden 2010 ISBN 978-3-03919-162-8
- Im Auftrag des Schweizerischen Nationalmuseums: Lebendige Kraft. Max Bircher-Benner und sein Sanatorium im historischen Kontext. Verlag hier + jetzt, Baden 2010 ISBN 978-3-03919-163-5
  - Zwischen «Volksmedizin» und «Naturheilkunde»: Zürcher medizinische Alternativen. In: Gesnerus, 58 (2001) 276–283 (Digitalisat)
  - «Fotoatelier» im Sanatorium. Die Patientenfotosammlung der Bircher-Benner-Klinik Zürich. In: Irene Ziehe, Ulrich Hägele (Hrsg.): Fotografien vom Alltag – Fotografieren als Alltag. Lit 2004 (= Visuelle Kultur – Studien und Materialien, Bd. 1), Münster 2004, S. 271–278
  - Über die Unfolklorisierbarkeit des Birchermüeslis und die Pluralität von Identitäten. In: Gabriela Muri, Cornelia Renggli, Gisela Unterweger (Hrsg.): Die Alltagsküche. Bausteine für alltägliche und festliche Essen (Festschrift für Ueli Gyr) . Zürich 2005, S. 88–92
  - Funktionsweisen von Gesundheitsberatung im Medienensemble. Das Modell „Bircher-Benner“. In: Michael Simon u. a. (Hrsg.): Bilder – Bücher – Bytes. Zur Medialität des Alltags. (36. Kongress der Deutschen Gesellschaft für Volkskunde, Mainz 2007). Waxmann, Münster u. a.: 2009, S. 83–99
  - Moderne Diätetik als präventive Selbsttechnologie: Zum Verhältnis von heteronomer und autonomer Selbstdisziplinierung zwischen Lebensreformbewegung und heutigem Gesundheitsboom. In: Martin Lengwiler, Jeannette Madarasz (Hrsg.): Das präventive Selbst. Eine Kulturgeschichte moderner Gesundheitspolitik. Transcript, Bielefeld 2010, S. 169–201
  - Medikale Landschaften. Das Sanatorium als gedachte und gelebte Gesundheitsgeographie. In: Nicholas Eschenbruch, Dagmar Hänel, Alois Unterkircher (Hrsg.): Medikale Räume. Zur Interdependenz von Raum, Körper, Krankheit und Gesundheit. Transcript, Bielefeld 2010, S. 21–42
- Einschneidende Maßnahmen : Pockenschutzimpfung und traditionale Gesellschaft im Württemberg des frühen 19. Jahrhunderts. Franz Steiner Verlag, Stuttgart 1998 (Dissertation Tübingen 1995) ISBN 978-3-515-06826-0
  - Prävention, Impfzwang und die Rolle der Medizinethnologie. Ein Beitrag zu Akzeptanz und Durchsetzbarkeit prophylaktischer Maßnahmen und der Legitimität präventiven Zwangs - aus historisch-ethnologischem Blickwinkel. In: curare 14, 1991, S. 79–90
  - Medikalkultur und Modernisierung. Über die Industrialisierung des Gesundheitsverhaltens durch die Pockenschutzimpfung und deren Grenzen im 19. Jahrhundert. In: Der industrialisierte Mensch. 28. Volkskunde-Kongress in Hagen, Ardey-Verlag, Münster 1993, S. 191–212
  - Die Schlacht auf dem Zahlenberge. Impfgegnerschaft im späten 19. Jahrhundert - das Beispiel Sachsen. In: Ragnhild Münch (Hrsg.): Pocken zwischen Alltag, Medizin und Politik. Begleitbuch zur Ausstellung. Berlin 1994, S. 113–128
  - «Triumph! Getilget ist des Scheusals lange Wuth». Die Pocken und der hindernisreiche Weg ihrer Verdrängung durch die Pockenschutzimpfung. In: Hans Wilderotter (Hrsg.): Das große Sterben. Seuchen machen Geschichte. Katalog zur Ausstellung im Deutschen Hygiene-Museum Dresden. Jovis-Verlag, Berlin 1995, S. 158–189
  - Der «willkommene Würgeengel» - Verstehende Innenperspektive und ‘genaue’ Quelleninterpretation - am Beispiel des erwünschten Kindertods in den Anfängen der Pockenschutzimpfung. In: Martin Dinges, Thomas Schlich (Hrsg.): Neue Wege in der Seuchengeschichte (= MedGG-Beiheft. Nr. 6). S. 105–141.
  - Medizinkritik der Impfgegner im Spannungsfeld zwischen Lebenswelt- und Wissenschaftsorientierung. In: Martin Dinges (Hrsg.): Medizinkritische Bewegungen im Deutschen Reich (ca. 1870 – ca. 1933) (= MedGG-Beiheft. Nr. 9). 1996, S. 79–108.
  - Sectarian Identity and the Aim of Integration. Attitudes of American Homoeopaths towards Smallpox Vaccination in the Late Nineteenth Century. In: Jütte, Robert; Risse, Guenter B.; Woodward, John (eds.): Culture, Knowledge, and Healing: Historical Perspectives of Homeopathic Medicine in Europe and North America. EAHMH-Publications, Sheffield 1998, S. 217–250
- Medizin und Ärzte im deutschen Judentum der Reformära : die Architektur einer modernen jüdischen Identität. Vandenhoeck & Ruprecht, Göttingen 2014 (Habilitation Basel 2009) ISBN 978-3-525-56943-6 Inhaltsverzeichnis pdf
  - Antijudaismus als Teil der Judenemanzipation. Die Auseinandersetzung des Göttinger Geburtshelfers Friedrich Benjamin Osiander mit seinem Schüler Joseph Jacob Gumprecht um 1800. In: Medizin, Gesellschaft und Geschichte 17 (1998), S. 57–100
  - Between Jewish and Professional Identity. Jewish Physicians in Early 19th Century Germany - the Case of Phoebus Philippson. In: Jewish Studies - Journal of the World Union of Jewish Studies. 39 (1999), S. 23–43
  - Juden als Verkörperung von Armut und Unsauberkeit in ärztlichen Berichten über die Choleraepidemie in Osteuropa 1830/31. In: Stefi Jersch-Wenzel (Hrsg.): Judentum und Armut in Mittel- und Osteuropa. Böhlau Verlag, Köln - Weimar - Wien 2000, S. 123–148
  - Beschneidung zwischen «religiöser Weihe» und «richtigen chirurgischen Prinzipien». Jüdische Ärzte in der Reformdebatte 1830 bis 1850. In: Michael Simon (Hrsg.): Auf der Suche nach Heil und Heilung. Religiöse Aspekte der medikalen Alltagskultur. Thelem, Dresden 2001 (= Volkskunde in Sachsen, 10/11), S. 139–153
  - Medizinische Kompetenz und talmudische Autorität. Jüdische Ärzte und Rabbiner als ungleiche Partner in der Debatte um die Beschneidungsreform zwischen 1830 und 1850. In: Arno Herzig, Hans-Otto Horch, Robert Jütte (Hrsg.): Judentum und Aufklärung. Jüdisches Selbstverständnis in der bürgerlichen Öffentlichkeit. Vandenhoeck und Ruprecht, Göttingen 2002, S. 119–149
  - Zeitschrift statt Universität? - Schriftstellerisches Engagement jüdischer Ärzte als Ersatz für eine versperrte Universitätskarriere - zwei Beispiele aus dem Hamburg des frühen 19. Jahrhunderts. In: Albrecht Scholz und Caris-Petra Heidel (Hrsg.): Medizin und Judentum. Reprint der Tagungsbände 1994-2000. Mabuse, Frankfurt/M. 2005, Teil 3, S. 36–45 (= Neudruck des Beitrags von 1996).
  - Ankunft in der Moderne - Aufklärung und Reformjudentum. In: Arno Herzig und Cay Rademacher (Hrsg.): Die Geschichte der Juden in Deutschland. Ellert und Richter, Hamburg 2007, S. 114–121. Auch als Sonderausgabe Bonn 2008: Schriftenreihe der Bundeszentrale für politische Bildung, Bd. 692, S. 114–121
  - Ein Vorbild für die Zivilgesellschaft? Berliner jüdische Ärzte des 18. Jahrhunderts. In: Patricia Charlotta Steinfeld (Hrsg.): 250 Jahre Jüdisches Krankenhaus Berlin – Seine zivilgesellschaftliche Rolle in Deutschland und Europa. Internationaler Kongress in Berlin 23.-24. Oktober 2006. Hentrich und Hentrich, Berlin 2008, S. 33–51 (= Gegen Verdrängen und Vergessen, Berichte, Bd. 5).
  - Am Rande der jüdischen Selbstverleugnung. Marcus Herz als jüdischer Arzt. In: Hannah Lotte Lund u. a. (Hrsg.): Henriette Herz (1764-1849). Neue Perspektiven auf Leben und Werk. Vandenhoeck & Ruprecht, Göttingen 2017, S. 101–113
  - «Judenkrankheiten». Eine methodologische Orientierung im Diskursdschungel. In: Aschkenas. Zeitschrift für Geschichte und Kultur der Juden 29 (2019), S. 3–5, Themenheft «Krankheit und Judentum».
- Kulturelle und gesellschaftliche Zwänge des Gesundseins – am Beispiel des neueren Übergewichtsdiskurses. In: Hans-Wolfgang Hoefert, Christoph Klotter (Hrsg.): Gesundheitszwänge. Pabst Science Publishers, Lengerich 2013, S. 54–74
  - Real Humans – Echte Menschen? In: Dr. med. Mabuse 41 (2016), H. 224, S. 34–37 (Themenheft „Gesundheit und Medien“, zusammen mit Sabine Wöhlke, gekürzter Reprint)
  - «Sorge» - Kulturwissenschaftliche Annäherungen an einen schillernden Begriff. In: Zimmermann, Harm-Peer (Hrsg.): Kulturen der Sorge. Wie unsere Gesellschaft ein Leben mit Demenz ermöglichen kann. Frankfurt/M., New York 2018, S. 69–77
  - Das «Quantified Self» als historischer Prozess. Die Blutdruck-Selbstmessung seit dem frühen 20. Jahrhundert zwischen Fremdführung und Selbstverortung. In: Medizin, Gesellschaft und Geschichte 36 (2018), S. 43–83
  - «Selbstoptimierung»: Ein Skandaltypus. Über einen trendigen Begriff, der auch in der Wissenschaft emotionalisiert und funktionalisiert eingesetzt wird – wie vor einiger Zeit das «Waldsterben». In: Uni Nova. Das Wissenschaftsmagazin der Universität Basel. Nr. 132, November 2018
  - Selbsttests: Selbstverortung und Normaushandlung statt Selbstoptimierung an den Grenzen der Wettbewerblichkeit. In: Karin Bürkert u. a. (Hrsg.): Auf den Spuren der Konkurrenz. Kultur- und sozialwissenschaftliche Perspektiven. Waxmann, Münster 2019 (Freiburger Studien zur Kulturanthropologie, Bd. 2), S. 161–178
- Zusammen mit Iris Ritzmann und Wiebke Schweer: Innenansichten einer Ärzteschmiede: Lehren, Lernen und Leben – aus der Geschichte des Zürcher Medizinstudiums. Chronos-Verlag, Zürich 2008 ISBN 978-3-0340-0909-6
- Zusammen mit Hubert Steinke und Ralph Alexander Schmid im Auftrag der Schweizerischen Gesellschaft für Chirurgie: Schnitte, Knoten und Netze / Incisions, Nœuds et Réseaux. 100 Jahre Schweizerische Gesellschaft für Chirurgie / Les 100 ans de la Société Suisse de Chirurgie. Chronos-Verlag, Zürich 2013 ISBN 978-3-0340-1167-9
  - Vor 50 Jahren: Paul Niehans bringt den Begriff „Zellulartherapie“ in die Öffentlichkeit. In: Schweizerische Ärztezeitung 83 (2002) H. 32/33, S. 1726–1727 (Digitalisat)
  - Medizin der Zukunft: segmentiert oder vernetzt? Enhancement, Polymorbidität und die Struktur des Gesundheitssystems im Spiegel zweier Fachtagungen. In: Schweizerische Ärztezeitung 91 (2010) H. 32, S. 1205–1206 (Digitalisat)
  - Ein Nachruf wird zum Krimi. Proteste gegen einen Nachruf auf den umstrittenen deutschen Ärztefunktionär Hans Joachim Sewering. In: Schweizerische Ärztezeitung 91 (2010), H. 36, S. 1402–1403 (Digitalisat)
  - Über Heparin und Erfindungen in der Medizin im Allgemeinen. In: Schweizerische Ärztezeitung 92 (2011) H. 28, S. 1136–1136 (Digitalisat)
  - Einblicke in Aderlassbecken und Zimmerspucknapf – eine Ausstellung in St. Gallen. In: Schweizerische Ärztezeitung 92 (2011) H. 36, S. 1395–1396 (Digitalisat)
  - «Gefühlsknäuel»: Trauerarbeit als Schwerarbeit. In: Schweizerische Ärztezeitung 95 (2014), H. 35, S. 1304f. (Digitalisat)
  - Über Kalender oder: Was wirklich wichtig ist. In: Schweizerische Ärztezeitung 98 (2017), H. 49, S. 1664–1666 (Digitalisat)
  - Der erzählte Zaubertrank. Kräuterpfarrer Künzle und die Spanische Grippe von 1918. In: Schweizerische Ärztezeitung 99 (2018), H. 22, S. 733–735 (Digitalisat)
  - Zwangssterilisationen, Reformpsychiatrie und ein Esel namens Benjamin. In: Schweizerische Ärztezeitung 99 (2018), H. 28/29, S. 955–956 (Digitalisat)
- Ärztestreik und Ambulatorien. In: Deutsches Ärzteblatt (94) 1997, S. A 1421 (Digitalisat)
- Zusammen mit Hans-Konrad Schmutz und Iris Ritzmann: Moving Images. Film in Medicine and Science – Science and Medicine in Film. Themenheft der Zeitschrift Gesnerus, H. 1, 2009